# Ван-Бюрен (Огайо)
Ван-Бюрен (англ. Van Buren) — селище (англ. village) в США, в окрузі Генкок штату Огайо. Населення — 396 осіб (2020).

## Географія
Ван-Бюрен розташований за координатами 41°8′19″ пн. ш. 83°38′58″ зх. д. / 41.13861° пн. ш. 83.64944° зх. д. (41.138677, -83.649394).  За даними Бюро перепису населення США в 2010 році селище мало площу 0,67 км², уся площа — суходіл. В 2017 році площа становила 0,71 км², уся площа — суходіл.

## Демографія
Згідно з переписом 2010 року, у селищі мешкало 328 осіб у 119 домогосподарствах у складі 98 родин. Густота населення становила 491 особа/км².  Було 128 помешкань (191/км²).
Расовий склад населення:
| - 97,3 % — білих - 1,8 % — осіб інших рас |

До двох чи більше рас належало 0,9 %. Частка іспаномовних становила 4,3 % від усіх жителів.
За віковим діапазоном населення розподілялося таким чином: 30,5 % — особи молодші 18 років, 56,7 % — особи у віці 18—64 років, 12,8 % — особи у віці 65 років та старші. Медіана віку мешканця становила 34,5 року. На 100 осіб жіночої статі у селищі припадало 98,8 чоловіків;  на 100 жінок у віці від 18 років та старших — 96,6 чоловіків також старших 18 років.
Середній дохід на одне домашнє господарство  становив 76 053 долари США (медіана — 69 583), а середній дохід на одну сім'ю — 78 202 долари (медіана — 69 167). Медіана доходів становила 49 500 доларів для чоловіків та 37 375 доларів для жінок. За межею бідності перебувало 1,5 % осіб, у тому числі 0,0 % дітей у віці до 18 років та 9,5 % осіб у віці 65 років та старших.
Цивільне працевлаштоване населення становило 193 особи. Основні галузі зайнятості: освіта, охорона здоров'я та соціальна допомога — 23,8 %, виробництво — 20,7 %, роздрібна торгівля — 14,0 %.